# Ronnie Nolan
Ronnie Nolan (født 22. oktober 1933 i Dublin, Irland, død juni 2023) var en irsk fodboldspiller (winghalf) fra Dublin.
Nolan spillede størstedelen af sin karriere hos Shamrock Rovers i sin fødeby og vandt fire irske mesterskaber med klubben. For det irske landshold spillede han 10 kampe i perioden 1956-1962.